# 董衡 (东汉)
董衡（2世纪—219年），东汉末期武将，龐德属下将軍。
建安二十四年（219年），劉備大将关羽率大軍包围曹操大将曹仁於樊城，曹操派遣他随于禁、龐德救援曹仁。关羽水淹七军，龐德属下諸将董衡想要避水从平地逃到大堤之上，关羽派兵箭如雨下。董衡与董超想要归降关羽，龐德得知而將董超、董衡殺害。
小説《三国演义》描写龐德、于禁出兵援救曹仁。董衡对于禁说：“今将军提七枝重兵，去解樊城之厄，期在必胜，乃用庞德为先锋，岂不误事？”于禁问原因。董衡说：“庞德原是马超手下副将，不得已而降魏；今其故主在蜀，职居‘五虎上将’，其亲兄庞柔也在西川为官。今使他为先锋，是泼油救火也。将军何不启知魏王，别换一人去？”